# Kroger On Track For The Cure 250
Das Kroger On Track For The Cure 250 war ein Autorennen der NASCAR Nationwide Series, welches jährlich im Memphis Motorsports Park in der Nähe der Stadt Memphis, Tennessee, ausgetragen wurde. Das Rennen wurde erstmals im Jahre 1999 ausgetragen. Der Name des Rennens wurde nie geändert. In den Jahren 2004, 2005 und 2007 kam es zu einem „Green-White-Checkered-Finish“.

## Bisherige Sieger
- 2009: Brad Keselowski
- 2008: Carl Edwards
- 2007: David Reutimann
- 2006: Kevin Harvick
- 2005: Clint Bowyer
- 2004: Martin Truex junior
- 2003: Bobby Hamilton junior
- 2002: Scott Wimmer
- 2001: Randy LaJoie
- 2000: Kevin Harvick
- 1999: Jeff Green